# Meridiaan van Tenerife
De meridiaan van Tenerife is een meridiaan die door de vulkaan El Teide op Tenerife loopt en die vanaf eind zeventiende eeuw de voorkeur genoot bij cartografen en zeelieden uit de noordelijke Nederlanden. De lijn bevindt zich op 16° 38′ 22″ westerlengte (WL) ten opzichte van de thans geldende wereldstandaard, de IERS referentiemeridiaan.

## Introductie

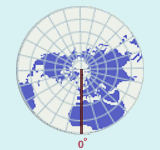
Een nullijn met nog 23 meridianen

Een meridiaan is een denkbeeldige lijn over het aardoppervlak, haaks op de evenaar, van pool naar pool. Rond haar omtrek, bijvoorbeeld de evenaar, is de aarde verdeeld in 360 graden, die vanaf een nulmeridiaan worden uitgemeten. Zij worden aangeduid in graden (van 0 tot 180) oosterlengte, respectievelijk westerlengte. Een graad (°) kan verdeeld worden in 60 minuten (') en een minuut in 60 seconden ("). Samen met de positie in graden ten opzichte van de evenaar (de breedte) en eventueel de hoogte kan elke plek op aarde eenduidig worden aangegeven.
Er zijn oneindig veel meridianen mogelijk, maar slechts eentje daarvan is de nullijn. De locatie van de evenaar wordt bepaald door de as van de aarde. De keuze voor een nulmeridiaan echter, is een geografisch willekeurige. In de loop der tijd zijn er, vaak om economische of politieke redenen, vele van deze nullijnen in gebruik geweest. De oorsprong van het Europese begrip ten aanzien van deze kwestie ligt in de wetenschap ten tijde van de hellenistische periode in Griekenland, maar het zou nog tot de tijd van de Grieks-Romeinse astronoom, wiskundige en geograaf Claudius Ptolemaeus (ca. 90-168) duren voordat het hanteren van een specifieke nulmeridiaan bij cartografie en navigatie algemeen gebruik was.

## De cartografen van de Lage Landen

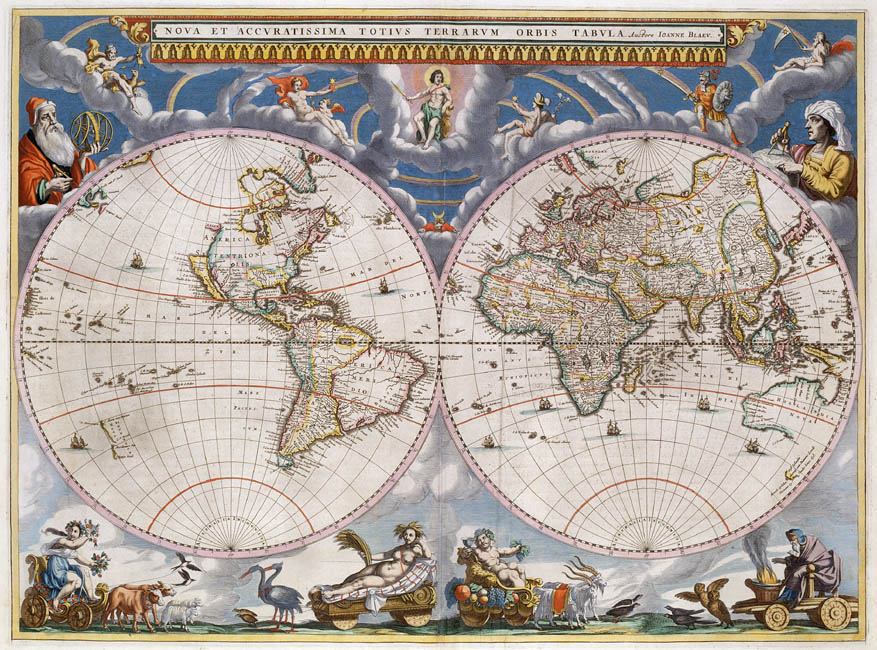
Wereldkaart uit de atlas van Blaeu, 1664, op basis van de meridiaan van Tenerife

Voor de ontwikkeling van de cartografie waren de cartografen uit de Lage Landen, als Mercator, Hondius en Blaeu, van groot belang. Zij behoorden ook (in Europa) tot de eersten die afweken van de door Ptolemaeus gegeven nullijn. Mercator hanteerde meridianen door het Canarische eiland Fuerteventura, de Azoren en door Boa Vista in Kaapverdië. Anderen trokken hun nullijnen door Corvo, Santiago in Kaapverdië of Palma. Tussen ruwweg 1500 en 1630 bestond het idee dat er een door de natuur ingegeven nullijn kon bestaan, waar geen verschil viel waar te nemen tussen de geografische en magnetische polen. Een flink aantal cartografen uit de Nederlanden heeft kaarten vervaardigd met een meridiaan die op deze theorie gebaseerd was. Nadat nieuwe wetenschappelijke inzichten een einde maakten aan het idee van de magnetische meridiaan, keerden een aantal kaartenmakers terug naar de nullijn van Ptolemaeus, inmiddels bekend als de meridiaan van Ferro, een van de Canarische Eilanden.

### Tenerife
Bepaling van de geografische lengte op zee was tot eind achttiende eeuw niet goed mogelijk. Een van de (grove) methodes voor navigatie was in deze periode het gegist bestek, waarbij uitgegaan werd van het laatst zichtbare stuk land. Met een hoogte van 3718 meter boven zeeniveau was de vulkaan El Teide op Tenerife een handig baken bij deze vorm van navigatie. De vulkaan was onder zeelieden derhalve goed bekend. Mogelijk speelde dit een rol bij de keuze van sommige cartografen om een nulmeridiaan te hanteren door Tenerife (ook wel: Pica de Teneriffa). In een studie naar door wie welke nulmeridianen werden gehanteerd, gebaseerd op Nederlandse scheepsjournaals, blijkt dat "Tenerife" kort na 1640 opduikt en vanaf 1662 sterk in belang toeneemt. Een andere bron vermeldt het gebruik door Joan Blaeu in 1663, Frederik de Wit in 1670 en de Duitse cartografen Weigel en Homann in de eerste helft van de achttiende eeuw. Ook geruime tijd nadat de cartografen van de Lage Landen tot de beroemdste van de wereld behoorden, gebruikten sommige buitenlandse zeelieden kaarten met de meridiaan van Tenerife als nullijn. Toen de Fransman Jean-Baptiste Bouvet de Lozier in 1739 Bouveteiland ontdekte, rapporteerde hij de positie ten opzichte van Tenerife. In 1787 uitte de Admiraliteit van Amsterdam openlijk steun voor deze meridiaan.

## Neergang
Ook in 1787 verscheen de Nederlandse vertaling van de Britse Nautical Almanac, uiteraard gebaseerd op de meridiaan van Tenerife, waar het origineel de meridiaan van Greenwich hanteerde. Niettemin kreeg "Greenwich" gaandeweg een steeds belangrijkere plaats in de internationale maritieme navigatie, een ontwikkeling die ook aan Nederland niet voorbijging. In 1826 werd deze nulmeridiaan bij Koninklijk Besluit in de plaats gesteld van die door Tenerife. Met het wegvallen van de ondersteuning door de Nederlanders was de rol van de meridiaan van Tenerife zo goed als uitgespeeld.